# Gonzalo Castro
Gonzalo Castro Randón, född 11 juni 1987 i Wuppertal, är en tysk fotbollsspelare. 

## Klubbkarriär
Castro har spelat i Bayer Leverkusen under större delar av sin karriär, men i slutet av säsongen 14/15 valde han att lämna Leverkusen för Borussia Dortmund.
Den 29 juni 2018 värvades Castro av VfB Stuttgart, där han skrev på ett treårskontrakt.

## Landslagskarriär
Castro har spelat fem A-landskamper för Tyskland. Castro var med i det U21-landslag som tog hem Tysklands första EM-titel för U21-landslag i Sverige 2009. Castro gjorde under turneringen två mål, bland annat det första målet i finalen.